# Loděnice, Beroun
Loděnice là một làng thuộc huyện Beroun, vùng Středočeský, Cộng hòa Séc.